# 維克托里夫卡 (米羅諾夫卡區)
49°44′5″N 30°50′3″E / 49.73472°N 30.83417°E
維克托里夫卡（烏克蘭語：Вікторівка）是位於烏克蘭北部的村莊，由基辅州奧布希夫區的米羅尼夫卡市鎮負責管轄。該村始建於1924年，面積9.31平方公里，海拔高度162米，2001年人口523，人口密度每平方公里34.4人。